# Nikolas Sattlberger
Nikolas Sattlberger, né le 18 janvier 2004 à Vienne en Autriche, est un footballeur autrichien qui joue au poste de milieu défensif au KRC Genk.

## Biographie

### En club
Né à Vienne en Autriche, Nikolas Sattlberger commence le football à l'Inter AGO puis il est formé par le First Vienna avant de rejoindre le Rapid Vienne en 2018, où il poursuit sa formation. Le 16 mai 2022 il signe un nouveau contrat avec le Rapid Vienne, le liant au club jusqu'en juin 2025.
Il joue son premier match en équipe première le 21 juillet 2022, lors d'une rencontre de Ligue Europa Conférence face au Lechia Gdańsk. Il entre en jeu à la place d'Aleksa Pejić (en) et les deux équipes se neutralisent (0-0 score final). Le 24 juillet 2022, il joue son premier match de première division autrichienne, lors de la première journée de la saison 2022-2023, face au SV Ried. Il est cette fois-ci directement titularisé et son équipe s'impose par un but à zéro,.
Le 5 août 2024, Nikolas Sattlberger rejoint la Belgique en s'engageant avec le KRC Genk pour un contrat de cinq ans, soit jusqu'en juin 2029.
Sattlberger marque son premier but pour Genk le 30 août 2024, lors d'une rencontre de championnat face au KVC Westerlo. Il entre en jeu et donne la victoire à son équipe en marquant le seul but de la partie.

### En sélection
Nikolas Sattlberger représente l'équipe d'Autriche des moins de 18 ans pour un total de quatre matchs joués, tous en 2022.
En juin 2023, Nikolas Sattlberger est appelé pour la première fois avec l'équipe d'Autriche espoirs. Il fait sa première apparition avec les espoirs le 16 juin 2023, contre l'Islande. Il est titularisé et son équipe s'impose par trois buts à un.